# Robin Leonard Bidwell

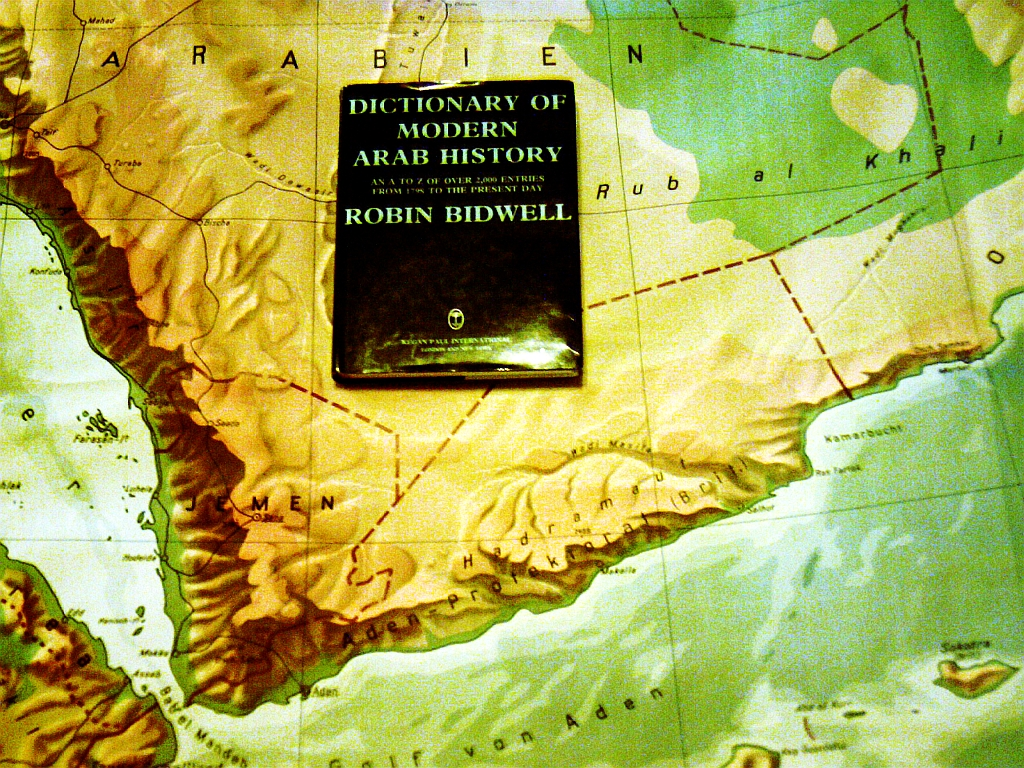
Im Western Aden Protectorate (Hinterland der Kolonie Aden) wirkte Robin Bidwell als Politischer Offizier und wurde zum Jemen- bzw. Arabien-Experten. Das Dictionary of Modern Arab History wurde sein Lebenswerk.

Robin Leonard „Ron“ Bidwell (* 25. August 1927 oder 1929 in St Giles, London; † 10. Juni 1994 in Coney Weston, West Suffolk) war ein britischer Orientalist. Er veröffentlichte zahlreiche Werke zur britischen und französischen Kolonialgeschichte.

## Leben
Nach seiner Ausbildung am Stonyhurst College, an der Downside School und am Pembroke College in Cambridge war Bidwell als Sergeant des Militärgeheimdienstes zunächst in die Sueskanalzone geschickt worden, ehe er von 1955 bis 1959 als Politischer Offizier im Western Aden Protectorate (Hinterland der britischen Kronkolonie Aden) fungierte – eine Art Resident bzw. vom Gouverneur bevollmächtigter „Ratgeber“ bei den unter britischem Protektorat stehenden südjemenitischen Emiren. Anschließend bereiste er im Auftrag der Universität Cambridge bis 1965 alle nahöstlichen Staaten und promovierte 1968 über die Geschichte der französischen Verwaltung in Marokko. Von 1968 bis zu seiner Pensionierung 1990 war er Sekretär des Middle East Centre an der Fakultät für Orientalische Studien der Universität Cambridge.
Bidwell heiratete seine Frau Margareth, als er schon über 50 Jahre alt war. Von 1980 bis zu seinem Tode arbeitete er fast ausschließlich an seinem Hauptwerk Dictionary of Modern Arab History – An A to Z of over 2,000 entries from 1798 to the present day, das er seiner Tochter Leila widmete.

## Werke

### Autor
- 1973: Morocco Under Colonial Rule – French Administration of Tribal Areas 1912–1956. Frank Cass, London.
- 1976: Travellers in Arabia.
- 1983: The Two Yemens.
- 1998: Dictionary of Modern Arab History.

### Herausgeber
Bidwell kompilierte und publizierte eine Reihe britischer Archivmaterialien und Handbücher:
- 1971: Affairs of Arabia 1905–1906. 2 Bände,  Frank Cass, London.
- 1971: Affairs of Kuwait. 2 Bände, Frank Cass, London.
- 1973: Guide to Government Ministers. 2 Bände, Frank Cass, London.
- 1978: Guide to African Ministers.
- 1986: The Bulletin of the Arab Bureau in Cairo 1916–1919

Daneben war er Mitherausgeber der Zeitschriften Arabian Studies und New Arabian Studies.